# Edward Arłamowski
Edward Arłamowski (ur. 26 sierpnia 1909 w Bochni, zm. 24 kwietnia 1979) – polski szachista i problemista.

## Życiorys
Z zawodu był adwokatem, w roku 1945 uzyskał na Uniwersytecie Jagiellońskim tytuł doktora praw. W okresie międzywojennym należał do grona najsilniejszych szachistów krakowskich, zaś po zakończeniu II wojny światowej - do ścisłej krajowej czołówki. Po raz pierwszy w finale mistrzostw Polski wystąpił w roku 1948. Do roku 1954 w finałowych turniejach zagrał pięciokrotnie, zdobywając trzy medale: srebrny (w roku 1951 w Łodzi) oraz dwa brązowe (w latach 1949 w Poznaniu oraz 1954 w Łodzi). W roku 1949 zwyciężył w międzynarodowym turnieju w Katowicach (przed Bogdanem Śliwą). Brał również udział w kilku innych międzynarodowych turniejach, m.in. w Szczawnie-Zdroju (1950), Sopocie (1951) i Międzyzdrojach (1952).
Według retrospektywnego systemu Chessmetrics, najwyżej sklasyfikowany był w lutym 1955 r., zajmował wówczas 132. miejsce na świecie.
W latach trzydziestych zajmował się kompozycją szachową. Łącznie skomponował 190 zadań, z których 23 uzyskały nagrody i wyróżnienia w konkursach międzynarodowych. W okresie tym zajmował się również działalnością dziennikarską, propagował szachy na łamach Polski Zachodniej i Dziennika Bydgoskiego.
Był posiadaczem jednego z największych w Polsce księgozbiorów o tematyce szachowej, który liczył ok. 3 tysiące tomów. Zbiór ten, zgodnie z wolą wyrażoną w testamencie, został po jego śmierci przekazany Bibliotece Jagiellońskiej.